# 库梅尔任斯卡亚农村居民点
库梅尔任斯卡亚农村居民点（俄语：Кумылженское сельское поселение）是俄罗斯联邦伏尔加格勒州库梅尔任斯卡亚区所属的一个农村居民点。其下辖有18个居民点，行政中心为库梅尔任斯卡亚。据2016年统计，该农村居民点的人口为9383人。